# Bernhard Groß (Mediziner)
Bernhard Groß (* 30. Juni 1965 in Saarlouis) ist ein Generalarzt der Luftwaffe der Bundeswehr (Dienstgrad). Er hat die Dienststellungen Generalarzt der Luftwaffe und Leiter des Zentrums für Luft- und Raumfahrtmedizin der Luftwaffe in Köln.

## Militärische Laufbahn
Beförderungen
- 1993 Stabsarzt
- 1995 Oberstabsarzt
- 2002 Oberfeldarzt
- 2009 Oberstarzt
- 2016 Generalarzt

Nach Ablegen des Abiturs in Dillingen/Saar trat Groß im Jahr 1984 als Sanitätsoffizieranwärter an der Sanitätsakademie der Bundeswehr in München in die Bundeswehr ein. Ab 1985 studierte er Humanmedizin an der Universität des Saarlandes in Homburg. 1991 schloss er das Studium mit dem 3. Staatsexamen ab und wurde als Arzt im Praktikum  in den Kliniken für Anästhesie und Innere Medizin am Bundeswehrzentralkrankenhaus Koblenz weiter ausgebildet. Nach Erhalt der Approbation 1993 wurde Groß als Truppenarzt beim III. Bataillon des Luftwaffenausbildungsregiment 2 in Ulmen verwendet. Es folgte 1994 eine weitere Truppenarztverwendung beim Jagdbombergeschwader 33 in Cochem. 1995 legte er die Fachkunde Rettungsdienst ab. 1996 wurde er Staffelchef der Luftwaffensanitätsstaffel in der Radarführungsabteilung 23 in Lauda-Königshofen. Im Jahr 1997 wurde er zum Doktor der gesamten Heilkunde promoviert. Ein Jahr darauf wurde er zum Berufssoldaten ernannt und erhielt die Zusatzbezeichnung Chirotherapie.
Im Jahr 1999 wurde Groß als Personaldezernent im Dezernat IV 3.1 im Personalamt der Bundeswehr in Köln eingesetzt, bevor er 2000 den Führungslehrgang Streitkräfte an der Führungsakademie der Bundeswehr in Hamburg absolvierte. Ab 2001 wurde er wiederum als Weiterbildungsassistent Allgemeinmedizin in den Kliniken für Chirurgie und Innere Medizin am Bundeswehrzentralkrankenhaus Koblenz eingesetzt, sodass er 2002 die Facharztprüfung zum Facharzt für Allgemeinmedizin ablegen konnte. Anschließend wurde er wiederum für ein Jahr als Personaldezernent im Dezernat IV 2 im Personalamt der Bundeswehr verwendet. Es folgte von 2003 bis 2005 eine ministerielle Verwendung als Referent im Referat PSZ I 3 (Personalführung Sanitätsoffiziere A16+) im Bundesministerium der Verteidigung in Bonn. Im Jahr 2005 war er erst Adjutant des Stellvertreters des Inspekteurs des Sanitätsdienstes und Chef des Stabes des Führungsstabes des Sanitätsdienstes (FüSan), bevor er 2006 für zwei Jahre Adjutant des Inspekteurs des Sanitätsdienstes der Bundeswehr Generaloberstabsarzt Kurt-Bernhard Nakath wurde. 
Ab 2008 wurde Groß Dezernatsleiter IV 2 (Personalführung aktiver Sanitätsoffiziere, Offiziere im Militärmusikdienst und Offz MilFD Sanitätsdienst) wiederum im Personalamt der Bundeswehr. Hierauf folgte 2011 eine Stabsverwendung als Abteilungsleiter G3 (Planung, Befehlsgebung und Führung laufender Operationen) im Sanitätskommando IV in Bogen. Ein Jahr später wurde er zurück an das Personalamt der Bundeswehr versetzt, um Leiter der Abteilung IV (Personalführung Sanitätsoffiziere, SanOA, Offiziere/OA im Militärmusikdienst und Offz/OA MilFD San) zu werden. Mit Umgliederung zum Bundesamt für Personalmanagement der Bundeswehr wurde er 2013 Unterabteilungsleiter III 4 (Personalführung Sanitätsoffiziere, SanOA, Offiziere/OA im Militärmusikdienst und Offz/OA MilFD San). 2015 wurde Groß Chef des Stabes im Kommando Regionale Sanitätsdienstliche Unterstützung in Diez und nahm am Seminar Internationale höhere Führung an der Führungsakademie der Bundeswehr teil. 

### Dienst als General
Nach Absolvieren dieses Lehrgangs folgte 2016 eine erneute ministerielle Verwendung als Unterabteilungsleiter III (Innere Führung; Gesundheitswesen) in der Abteilung Führung Streitkräfte im Bundesministerium der Verteidigung in Berlin. Auf diesem Dienstposten folgte er auf Generalarzt Ulrich Baumgärtner und wurde dann auch selbst zum Generalarzt befördert. Im Oktober 2018 nahm er, als Nachfolger von Generalarzt Almut Nolte, den Dienstposten als Stellvertretender Kommandeur des Kommando Regionale Sanitätsdienstliche Unterstützung in Diez ein. Diesen übergab er mit Wirkung vom 1. April 2020 an Oberstarzt Jens Diehm. Groß führt seit dem 26. März 2020 das Zentrum für Luft- und Raumfahrtmedizin der Luftwaffe und ist damit verbunden der Generalarzt der Luftwaffe. Hier wurde er Nachfolger von Generalarzt Rafael Schick.

### Auslandseinsätze
- 1998 SFOR Truppenarzt/Fliegerarzt Einsatzgeschwader 1, Piacenza/Italien
- 2012 KFOR Medical Advisor des Kommandeurs KFOR, 31. Einsatzkontingent KFOR, Pristina/Kosovo

### Auszeichnungen
- 1998 Einsatzmedaille der Bundeswehr SFOR
- 2010 Ehrenkreuz der Bundeswehr in Gold
- 2012 Einsatzmedaille der Bundeswehr KFOR

## Privates
Groß ist verheiratet und hat zwei Töchter.